# Ульріх Фабер
Ульріх Фабер (нім. Ulrich Faber; 10 жовтня 1918, Штутгарт — 12 жовтня 1955) — німецький офіцер-підводник, капітан-лейтенант крігсмаріне.

## Біографія
1 квітня 1937 року вступив на флот. З лютого 1942 року — інструктор училища загороджень в Кілі. В березні-листопаді 1943 року пройшов курс підводника, в грудні — курс кермування, з грудня 1943 по лютий 1944 року — курс командира підводного човна. З 25 квітня по 1 червня 1944 року — командир U-1018, після чого був переданий в розпорядження 31-ї флотилії. З січня 1945 року — офіцер супроводу в 3-й дивізії охорони, після чого був переданий в розпорядження командувача-адмірала підводного флоту на допоміжному кораблі «Дарессалам». З 17 березня по 3 травня 1945 року проходив командирську практику на U-3039.

## Звання
- Кандидат в офіцери (3 квітня 1937)
- Кадет служби озброєнь (21 вересня 1937)
- Фенріх служби озброєнь (1 травня 1938)
- Лейтенант служби озброєнь (1 серпня 1939)
- Оберлейтенант служби озброєнь (1 вересня 1941)
- Капітан-лейтенант (1 квітня 1944)